# Golden Nugget Las Vegas
El Golden Nugget Las Vegas es un casino y hotel situado en Las Vegas, Nevada en Fremont Street Experience, propiedad de Landry's Restaurants.
Es el casino más grande del centro de Las Vegas, con un total de 1.914 habitaciones de lujo y suites. También ha mantenido una clasificación consecutiva de cuatro diamantes AAA desde 1977, un récord de Nevada.

## Historia
El Golden Nugget fue originalmente construido en 1946, lo que lo convierte en el casino más antiguo de la ciudad. 
Steve Wynn lo compró en juego, en la cual él incrementó, en 1973, después él se convirtió en el mayorista de las acciones, y el dueño de casinos más joven de Las Vegas. Fue la fundación y ambición de Wynn para ayudarlo y entrar fuerte a la industria de casinos. Fue propiedad de Golden Nugget Companies, en la que se convirtió en Mirage Resorts en 1989 bajo Wynn.
La propiedad fue vendida a Poster Financial Group, propiedad de Timothy Poster y Thomas Breitling en 2004. Cuando Poster Financial asumió el control del Golden Nugget, empezaron a modernizar las operaciones de juego al instalar nuevas máquinas de juegos y al incrementar las apuestas al máximo disponible en una mesa que era a 15.000 dólares.  Su historia se hizo tan famosa que decidieron hacer una serie The Casino, una serie de televisión por Fox que hizo su debut el 14 de junio de 2004.
El 4 de febrero de 2005, La compañía con base en Houston, Texas, Landry's Restaurants, Inc. anunció su intento de comprar la propiedad al Golden Nugget Laughlin. La venta se cerró el 27 de septiembre de 2005.

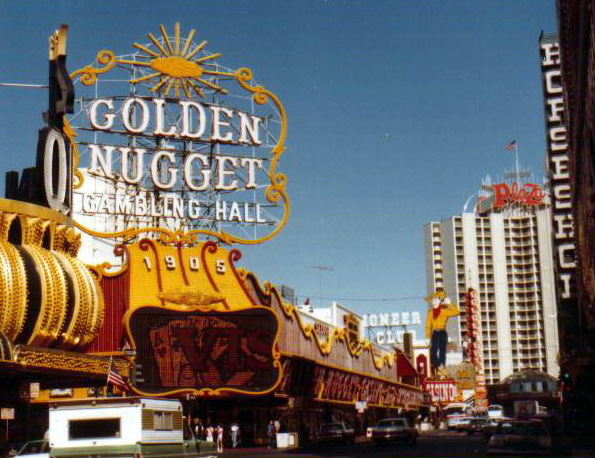
El Golden Nugget en 1983.

Después de la compra, el Golden Nugget se embarcó en un proyecto de renovación de 100 millones de dólares, que fue completado en el 2006. En diciembre del 2007, el Golden Nugget completó su segunda fase de 70 millones de dólares, en la cual el casino se expandió al oeste hasta la calle Primera e introdujo entretenimientos adicionales, eventos y restaurantes. 
La pepita de oro más grande del mundo en exhibición, la 'Mano de la Fe', es exhibido en el vestíbulo del Golden Nugget. Pesando 27,2 kilogramos y con 46 centímetros de espesor, la Mano de la Fe fue encontrada cerca del Golden Triangle (Nueva Gales del Sur) en Australia, y se puso en exhibición en el casino en 1981, también con otras pepitas de oro.
El gran letrero del casino en su entrada tapaba la calle Fremont y el centro del casino, así que fue retirado en 1984 cuando el casino fue renovado.

## En la cultura popular
- The Grand es una película de comedia improvisada escrita y dirigida por Zak Penn y filmada en el Golden Nugget.

- The Casino, una serie de televisión de Fox basada en la historia de la adquisición del Golden Nugget por Poster Financial Group.

- El Golden Nugget Casino es parte de dos videojuegos de Nintendo: Golden Nugget Casino DS para el Nintendo DS y Game Boy Advance.

- El Golden Nugget también aparece en la serie de videojuegos de Street Fighter II.

- El letrero del vaquero que saluda en la parte de arriba de una tienda de regalos ha sido mostrado en la película de Rock-a-Doodle y el vídeo de U2 "I Still Haven't Found What I'm Looking For".

- En el episodio de la serie animada de  Los Picapiedra llamada "The Rock Vegas Caper", el hotel fue mostrado como The Golden Cactus como referencia al Golden Nugget.

- El Golden Nugget en el indumentario de pocker The Grand.

- En el videojuego de Grand Theft Auto: San Andreas, el Golden Nugget es el único casino que es nombrado con su nombre original. Por ejemplo el Luxor es llamado "The Camel's Toe."

- En la atracción fabricada por Huss Park Attractions "Break Dance"; en la pared de la atracción (en algunas unidades de las que se fabricaron) aparecen dibujos que hacen referencia al Casino, como el cartel que lució la famosa entrada en los años 70, ambientando la fachada de la atracción con temáticas que hacen referencia a los Estados Unidos de América.

## Propiedades adicionales
- Golden Nugget Laughlin